# Conche
Un conche es un agitador mecánico que se emplea en la producción del chocolate con el objeto de remover la masa de cacao y poder distribuir homogéneamente la manteca del cacao a lo largo del volumen del chocolate. Esta operación de agitación continua promueve los sabores debido al calor friccional que libera partículas volátiles. El nombre dado al agitador proviene de la forma que posee el contenedor del chocolate que se parece a la concha de un molusco, al proceso realizado se le suele denominar "concheado". Esta operación mejora las sensaciones organolépticas del chocolate, promoviendo que el chocolate se funda con el calor de la boca (foundant).

## Características
Existen numerosos diseños de conches y muchos científicos de los alimentos están investigando qué procesos tienen lugar durante las operaciones de concheado cuando los ingredientes se mezclan con el conche durante periodos que pueden alcanzar más de las 78 horas, pudiendo llegar a semanas. Dicho aparato revolucionó la industria del chocolate en Europa.

## Historia
El "conche" fue inventado por Rodolphe Lindt originario de Berna, Suiza en 1879 produciendo aroma y mejorando las características de fundición en el chocolate, lo cual mejoró su calidad. Cuenta la leyenda que Lindt, por distracción, dejó toda la noche una pasta de cacao amasándose, y al cabo del tiempo se dio cuenta de las nuevas propiedades debido a la agitación realizada. Antes del concheado el chocolate se servía mayoritariamente en estado líquido y se debía agitar con un mezclador; con el concheado pronto fue posible elaborar pastillas de chocolate.

## Concheado
El concheado es un proceso de refinación de la pasta básica de chocolate por medio del cual se mejora y armoniza su sabor y se hace posible su fluidez.
Inicialmente las conchas eran artesas de piedra en las que el chocolate se removía con frecuencia durante varios días a una temperatura de alrededor de 30 °C. Las actuales rotorconchas realizan el proceso de refinamiento en pocas horas y manejan varias toneladas. En una primera fase, concheado seco, se reduce la humedad de la pasta a menos del 1%, se eliminan los principios amargos no deseables y una fina película de manteca de cacao se extiende sobre las partículas sólidas.
Después de algunas horas se añade manteca de cacao, se licúa la pasta y se somete a un concheado más intenso, concheado líquido, para lograr una pasta más homogénea. Después de algunas horas se adiciona más manteca de cacao así como también lecitina como emulgente, lo que hace que la pasta de chocolate adquiera la fluidez necesaria para verterla en los moldes.